# Африкански фрактолемус
Phractolaemus ansorgii е вид лъчеперка от семейство Phractolaemidae. Видът не е застрашен от изчезване.

## Разпространение
Разпространен е в Бенин, Демократична република Конго, Нигерия и Централноафриканска република.

## Описание
На дължина достигат до 25 cm.